# MICKEY
MICKEY (acronimo di Mutual Irregular Clocking KEYstream generator) è un cifrario a flusso simmetrico scritto da Steve Babbage e Matthew Dodd nel 2005 per partecipare al progetto eSTREAM, e qui inserito nel portafoglio crittografico come algoritmo ottimizzato per le implementazioni hardware (Profilo 2). MICKEY non è brevettato ed il suo uso è libero.
MICKEY lavora con chiavi lunghe 80 bit, come da specifiche del progetto eSTREAM: ne esiste comunque una versione operante con chiavi lunghe 128 bit denominata MICKEY-128.

## Descrizione
MICKEY opera generando un keystream di 240 bit partendo da una chiave lunga 80 bit ed un vettore di inizializzazione (VI) lungo anch'esso 80 bit. Il generatore di keystream è composto da 2 registri di 100 bit l'uno, uno operante in maniera lineare (registro R) e l'altro operante in maniera non lineare (registro S).
Prima di iniziare ad utilizzarlo, l'algoritmo va inizializzato inserendo nei registri R ed S il VI e la chiave ed eseguendo poi 100 volte la funzione di generazione del keystream. Solo dopo questi passaggi si inizia cifratura o decifratura eseguendo una semplice operazione di XOR tra i bit del keystream ed i bit del messaggio.
La versione originale dell'algoritmo, attualmente identificata come MICKEY 1.0, utilizzava registri da 80 bit. Jim Hong e Woo-Hwan Kim trovarono alcune debolezze nella struttura dell'algoritmo  tali che gli autori proposero una versione rivista del cifrario con i registri espansi a 100 bit. Questa versione, nota come MICKEY 2.0, è la versione inserita nel portafoglio dell'eSTREAM.